# 53127 Adrienklotz
53127 Adrienklotz este o planetă minoră (asteroid), cu un diametru de 6,784 km, din centura de asteroizi. A fost descoperită pe 15 ianuarie 1999 la Caussols de OCA-DLR Asteroid Survey⁠(d). 
Obiectul prezintă o orbită caracterizată de o semiaxă mare de 3,069905710921 UAi, o excentricitate de 0,031541071210364, o înclinație de 2,8685594789852 ° în raport cu ecliptica.